# Scala Hounsfield
La scala Hounsfield (pronuncia inglese: IPA:  /ˈhaʊnzˌfiːld/ ), anche chiamata numero CT, è un'unità di misura usata per descrivere quantitativamente la radiodensità. Prende il nome dall'ingegnere britannico Godfrey Hounsfield. Il simbolo è HU (Hounsfield Unit), UH (unità di Hounsfield), raramente H.

## Definizione
La scala della unità Hounsfield (HU) è una trasformazione lineare della misurazione del coefficiente di attenuazione lineare del materiale rispetto alla radiodensità dell'acqua distillata a pressione e temperatura in condizioni standard (STP) che è definita come zero unità Hounsfield (HU), mentre la radiodensità dell'aria in condizioni standard è definita come -1000 HU. In un voxel con coefficiente di assorbimento {\displaystyle \mu }, il corrispondente valore HU è quindi dato da:
{\displaystyle HU=1000\times {\frac {\mu -\mu _{acqua}}{\mu _{acqua}-\mu _{aria}}}}
Dove {\displaystyle \mu _{acqua}} è il coefficiente di assorbimento lineare dell'acqua e {\displaystyle \mu _{aria}} quello dell'aria.
Quindi, una variazione di una unità Hounsfield (HU) rappresenta una variazione dello 0,1% del coefficiente di attenuazione dell'acqua poiché il coefficiente di attenuazione dell'aria è quasi zero.
Per definizione, la calibrazione degli scanner per tomografia computerizzata viene fatta con riferimento all'acqua.

### Fondamento logico
Gli elementi sono stati scelti in quanto sono riferimenti universalmente disponibili e si adattano allo scopo per cui è stata sviluppata la tomografia computerizzata: l'imaging biomedico dell'anatomia interna degli esseri viventi che sono basati su strutture organizzate di acqua e per lo più vivono in aria come, ad esempio, gli esseri umani.

## Esempi di valori
La scala Hounsfield può essere applicata alle scansioni realizzate tramite tomografia computerizzata tradizionale, ma non alle scansioni cone beam computed tomography (CBCT).
| Sostanza              | HU              |
| --------------------- | --------------- |
| Aria                  | −1000           |
| Polmone               | −500            |
| Tessuto adiposo       | da −100 a −50   |
| Acqua                 | 0               |
| Fluido cerebrospinale | 15              |
| Rene                  | 30              |
| Sangue                | da +30 a +45    |
| Tessuto muscolare     | da +10 a +40    |
| Materia bianca        | da +20 a +30    |
| Materia grigia        | da +37 a +45    |
| Fegato                | da +40 a +60    |
| Mezzo di contrasto    | da +100 a +300  |
| Osso                  | da +400 a +3000 |

Una pratica applicazione di questi valori è nella valutazione dei tumori, ad esempio un tumore surrenalico con radiodensità inferiore a 10 HU dimostra che la composizione è piuttosto grassa e quasi certamente si tratta di una condizione benigna di adenoma surrenalico.